# Бектуров, Абикен Бектурович
Абике́н Бекту́рович Бекту́ров (12(25) декабря 1901, Баянаул, Российская империя — 22 ноября 1985, Алма-Ата) — химик, академик АН КазССР (1946), доктор технических наук (1945), профессор (1946), заслуженный деятель науки и техники Казахской ССР (1945). Член КПСС с 1944 года.

## Биография
Родился 12(25) декабря 1901 года в Баянауле, Павлодарская область. Происходит из подрода каржас рода суйиндык племени аргын.
В 1931 окончил Сибирский институт сельского хозяйства и лесоводства в Омске. В 1935 году он успешно защищает диссертацию на соискание учёной степени кандидата химических наук в области неорганической химии.
Сразу после защиты диссертации был приглашен на работу в только что образованный Казахский государственный университет в Алма-Ате. Был назначен заведующим кафедрой общей химии (1935—1957) и одновременно — деканом химического факультета, позже — заведующий кафедрой неорганической химии. По 1968 год читал в университете основные курсы по этим предметам и специальные курсы «Физико-химические основы исследования неорганических соединений», «Строение вещества».
В 1946 году участвовал в создании Академии наук Казахской ССР. Организует Институт химических наук и становится его первым директором и занимает эту должность до 1968 года.
Награждён орденом Ленина, орденом Октябрьской Революции, орденом «Знак Почёта», медалями и грамотами.

## Основные научные работы
Основные исследования посвящены химии и технологии производства минеральных удобрений и переработки минеральных солей. Создал ряд методов переработки фосфатного сырья.
- Исследование химии и химической технологии термофосфатов. — Алма-Ата, 1947.
- Распределение микроэлементов в водоемах Казахстана. — Алма-Ата, 1971.
- Физико-химические основы получения полифосфатных удобрений. — Алма-Ата, 1979.
- Основы кислотно-солевой переработки фосфоритов Каратау. — А., 1990.

## Семья
- Сын: Бектуров, Есен Абикенович